# Manuel Maurozomes
Manuel Komnen Maurozomes (grecki: Μανουήλ Κομνηνός Μαυροζώμης; nieznana data narodzin, zmarł około 1230) – bizantyjski arystokrata, który po IV wyprawie krzyżowej próbował utworzyć własne niepodległe państwo we Frygii. Był blisko skoligacony z Seldżukami, jego córka wyszła za Kaj Chusrau I. Mimo porażki w walkach z Teodorem Laskarysem udało mu się zachować władzę nad częścią doliny Meandru, gdzie panował jako turecki lennik.

## Życiorys
Niewiele wiadomo o początkach życia Manuela. Jego rodzina pochodziła prawdopodobnie z Peloponezu, a szersze wpływy zdobyła dopiero w XII wieku dołączając do dworskiej arystokracji. Manuel był prawdopodobnie synem Teodora Maurozomesa, który w czasach Manuela I Komnena służył w wojsku bizantyjskim jako generał. Nie jest do końca pewne dlaczego Manuel używał nazwiska Komnen, część uczonych jest zdania, iż matką Manuela była jedna z naturalnych córek cesarza, która wyszła za Teodora.
Manuel był ważną i wpływową postacią na dworze bizantyjskim. Według tureckiego kronikarza, Ibn Bibiego, około 1200 Manuel nosił już tytuł Caesara. Jego dalsza kariera była mocno związana z władcą seldżuckim, Kaj Chusrau I. Manuel poznał go gdy zdetronizowany sułtan przybył do Konstantynopola, około 1200 roku. W czasie swojego pobytu w stolicy Bizancjum Kaj Chusrau miał przyjąć chrzest i pojąć córkę Manuela za żonę. Z tego związku pochodzili późniejsi seldżuccy władcy, Kajkubad I i Kaj Chusrau II.
Kiedy w 1203 pod murami Konstantynopola stanęły wojska IV wyprawy krzyżowej Manuel wraz z zięciem zbiegli z miasta i schronili się w nieznanej współczesnym historykom twierdzy lub wyspie. Po upadku Konstantynopola w 1204 i śmierci Sulajmana II stronnicy Kaj Chusrau wezwali go z powrotem do Ikonium, a Manuel udał się tam wraz z nim. Po przybyciu do Nicei diweidzieli się, że sułtanem zdążył się już ogłosić Kilidż Arslan III, ale mimo to Kaj Chusrau udał się na ziemie tureckie i dzięki sprzyjającym okolicznościom od 1205 ponownie panował jako sułtan Ikonium.
Manuel chciał wykorzystać sukces swojego zięcia dla własnych korzyści i w 1205 podjął próbę utworzenia własnego niezależnego władztwa na terenie Frygii. Po początkowych sukcesach zaczął rozciągać swoją zwierzchność także nad bogatą i żyzną doliną Meandru, wydatnie korzystając z pomocy Seldżuków. Latem 1205 doszło do konfliktu między Manuelem a Teodorem I Laskarysem, który zdążył już opanować Niceę i dużą część zachodniej Azji Mniejszej. Walki zakończyły się zdecydowanym zwycięstwem Laskarysa, który od pewnego czasu otwarcie zgłaszał pretensje do korony cesarskiej. W 1206 doszło do porozumienia między Teodorem a Seldżukami. Opieka Kaj Chusrau umożliwiła Manuelowi zatrzymanie części posiadłości leżących w górnej części doliny Meandru wraz z Laodyceą i miastem Kolosy.
Manuel pozostawał wasalem swego zięcia aż do śmierci, która nastąpiła około 1230. Przez ten czas odgrywał znaczącą rolę na dworze tureckim, gdzie otrzymał tytuł emira. Maurozomes pomógł w zdobyciu i utrzymaniu władzy swemu wnukowi, Kajkubadowi I, a w 1220 wziął udział w tureckiej wyprawie na Cylicję. Jego potomkowie odgrywali istotną rolę na dworze seldżuckim przez cały XIII wiek, zachowując jednocześnie swoją chrześcijańską wiarę. Naukowcy zaliczają do nich Jana Komnena Maurozomesa, prawdopodobnie syna Manuela, Izaaka Jana Komnena Maurozomesa i Michała Komnena Maurozomesa.